# Gémenos
Gémenos település Franciaországban, Bouches-du-Rhône megyében. Lakosainak száma 6678 fő (2022. január 1.). Gémenos Aubagne, Auriol, Cuges-les-Pins, Roquefort-la-Bédoule, Roquevaire és Plan-d’Aups-Sainte-Baume községekkel határos.

## Népesség
A település népességének változása:
| Lakosok száma | 2807 | 4548 | 5025 | 5882 | 6232 | 6387 | 6502 | 6635 | 6698 | 6678 |
|               | 1968 | 1982 | 1990 | 2006 | 2013 | 2015 | 2017 | 2019 | 2020 | 2022 |